# Lucas Oil Raceway at Indianapolis
Der Lucas Oil Raceway at Indianapolis, bis zum Kauf der Namensrechte durch O’Reilly Auto Parts im Jahre 2006 Indianapolis Raceway Park und von 2007 bis 2010 O’Reilly Raceway Park at Indianapolis, ist eine Multifunktionsrennstrecke westlich von Clermont in Indianapolis im US-Bundesstaat Indiana.

## Geschichte

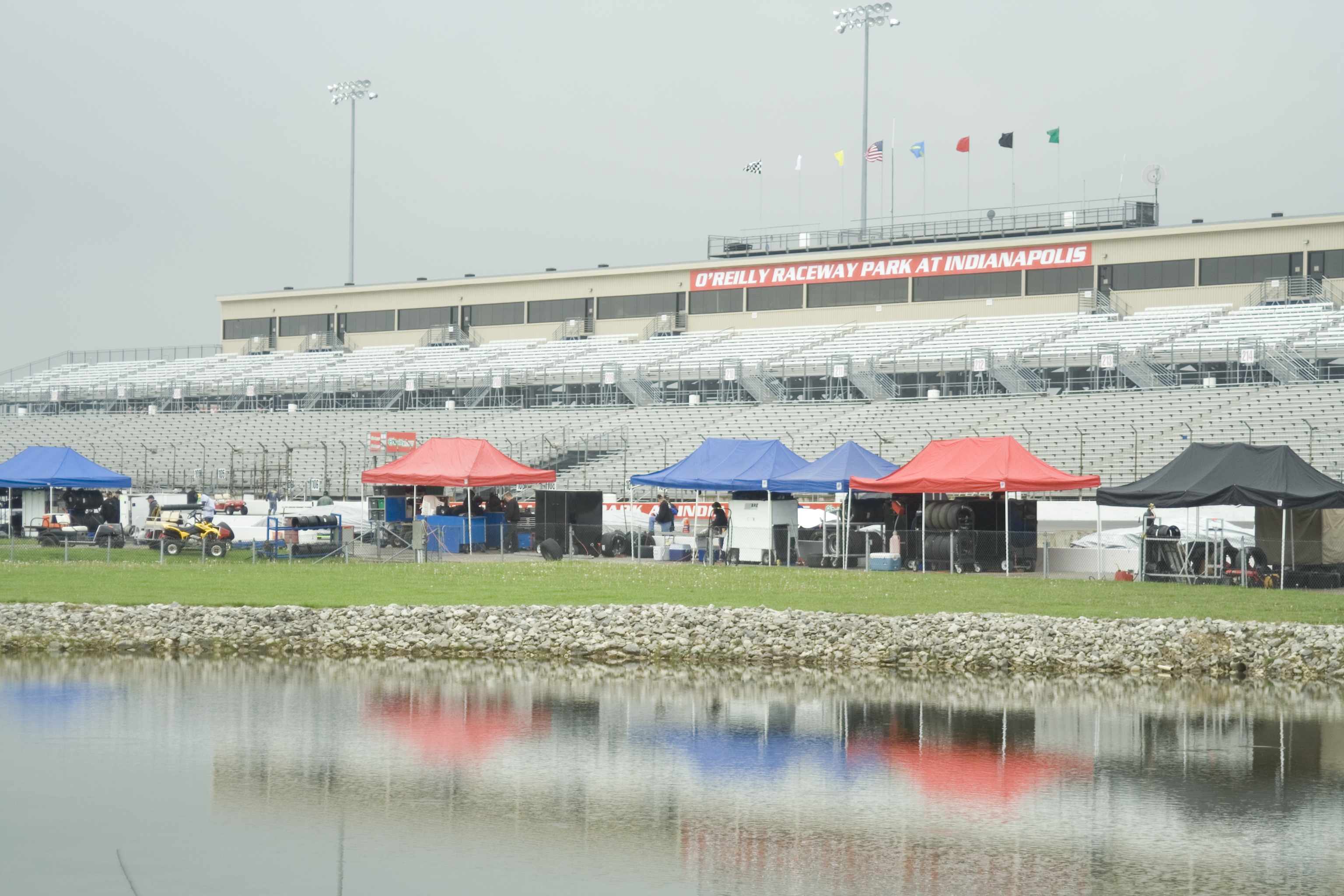
Haupttribüne des O’Riley Raceway Parks 2007

1958 investierten 15 Geschäftsleute und Rennsportprofis aus der Gegend von Indianapolis unter der Leitung von Tom Binford, Frank Dickie, Rodger Ward und Howard Fieber jeweils 5.000 Dollar, um die Entwicklung eines 108 Hektar großen Farmgeländes zu einem Freizeit- und Sportkomplex zu finanzieren, der sich auf Autorennen konzentrieren sollte. Ursprünglich sollte nur die 2,5 Meilen (4,0 km) lange Straßenrennstrecke mit 15 Kurven entstehen, doch als Absicherung gegen wirtschaftliche Probleme beschloss die Investorengruppe, einen Viertelmeilen Dragstrip in die lange Gerade der Straßenrennstrecke einzubauen. Die mit Unterstützung der National Hot Rod Association (NHRA) errichtete Dragsterstrecke war die erste, die fertig gestellt wurde, und im Herbst 1960 fand die erste Veranstaltung statt. Die Anlage wurde Indianapolis Raceway Park genannt. Ein Jahr später wurde ein 0,686 Meilen (1,104 km) langes, asphaltiertes Oval fertiggestellt, um die Möglichkeiten des Komplexes zu erweitern. Das Oval wurde bis zu einer umfassenden Streckenrenovierung im Jahr 1988 genutzt.
Nach einem Umbau 2007 zur Erhöhung der Sicherheit des Ovalkuses ist der Straßenkurs für Clubsport- und Rennevents nicht mehr nutzbar. Seitdem finden nur noch Trackdays auf der Strecke statt.

## Streckenbeschreibung

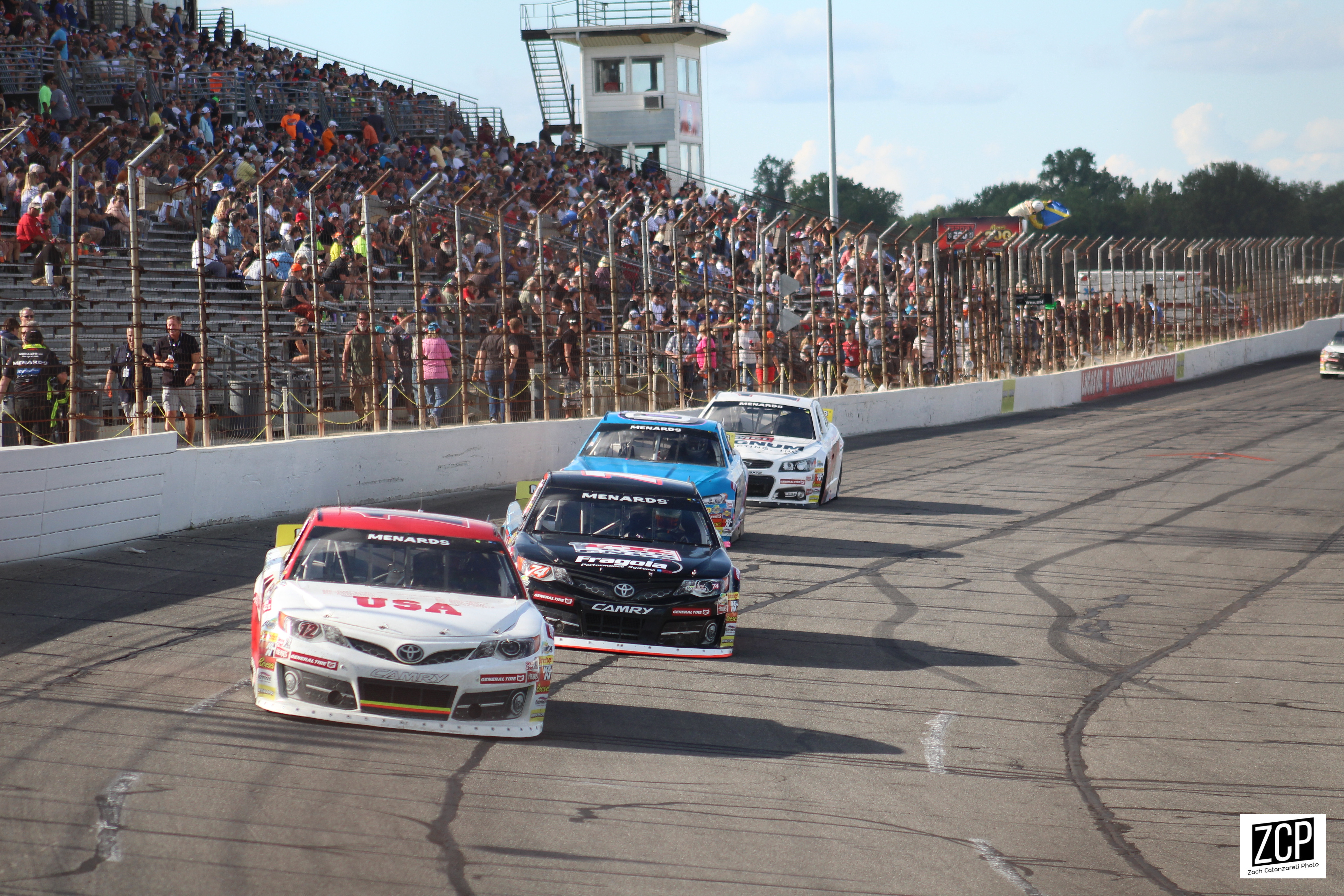
ARCA Menards Series 2022 auf dem Lucas Oil Raceway

Diese Speedway-Strecke ist die zweite große Motorsportanlage in Indianapolis neben dem, nur 12 km (7,5 mi) entfernten, Indianapolis Motor Speedway. Der Raceway Park ist auf den Breitensport ausgelegt, darunter Rennen der NASCAR Craftsman Truck Series und Nationwide Series, Dragster-Rennen sowie normale Autorennen.
Sprint-Car- sowie andere Rennen, die auf einem kurzen Kurs besser ausgetragen werden könne, finden auf dem O’Reilly Raceway Park statt. Traditionell wird hier am Samstagabend des Memorial-Day-Wochenendes ein ausgiebiges Programm veranstaltet. Es gilt als inoffizielle Vorveranstaltung des Indianapolis 500 am Sonntag.
Die Anlage besitzt zusätzlich zum Ovalkurs einen 2,5 Meilen langen Straßenkurs mit 15 Kurven für Straßenrennen des Sports Car Club of America sowie einen 4400 Fuß lange Beschleunigungsstrecke für das jährliche Dragster-Rennen der National Hot Rod Association am Labor Day.
Nach der Saison 2011 wurde bekannt, dass keine NASCAR-Rennen mehr auf diesem Raceway stattfinden sollten. Erst im September 2021 kündigte NASCAR an, dass die Truck Series 2022 auf den Lucas Oil Raceway zurückkehren würde, was die Rückkehr der NASCAR nach elfjähriger Abwesenheit bedeutete.

## Rekorde

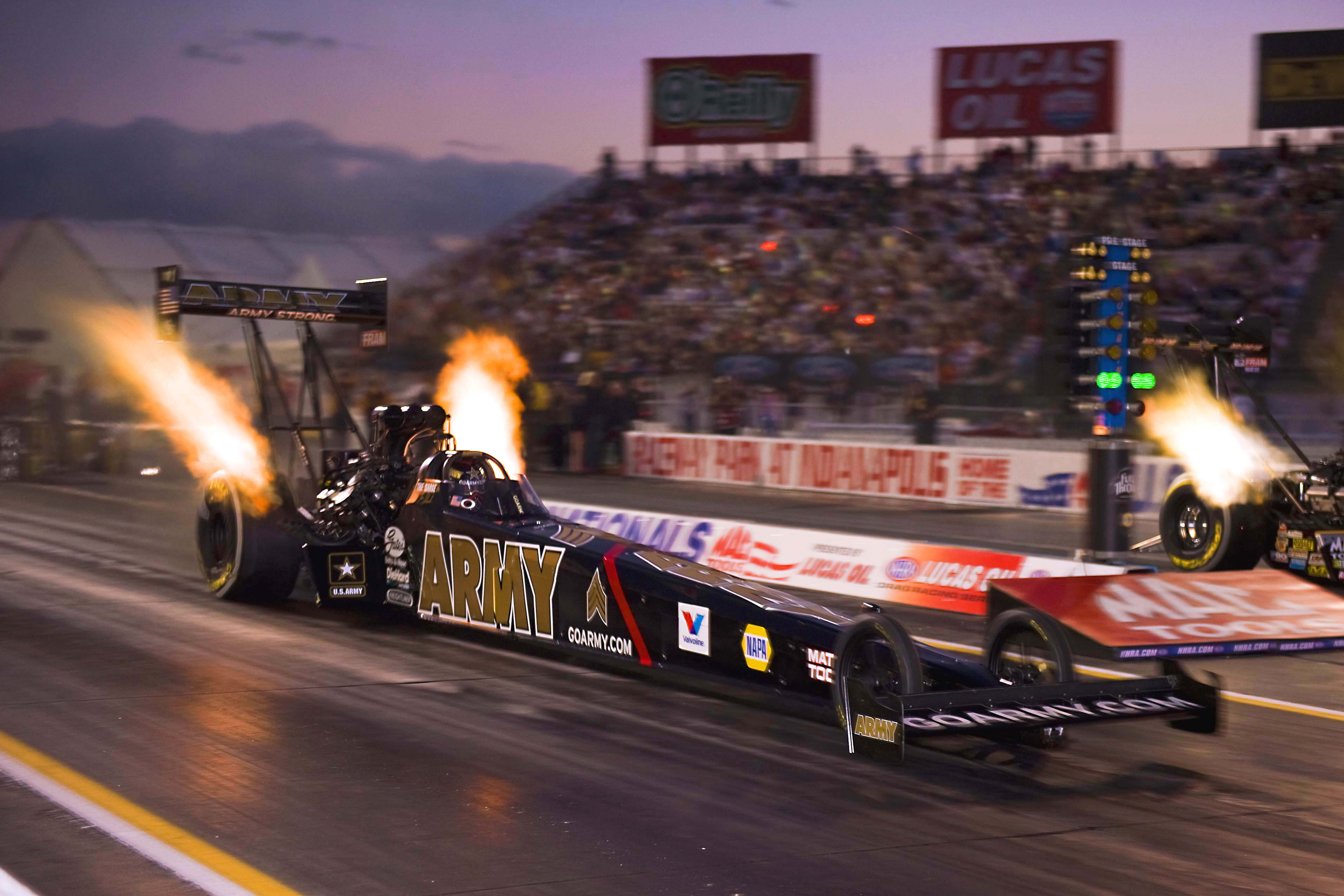
Startzone des Dragstrips am Lucas Oil Speedway

- NASCAR Nationwide Series Qualifying: David Green, 21,766 s (113,462 mph), 1994
- NASCAR Nationwide Series Rennen: Jimmy Hensley, 96,923 mph, 22. Juni 1985
- NASCAR Craftsman Truck Series Qualifying: Joe Ruttman, 22,081 s (111,843 mph), 2000
- NASCAR Craftsman Truck Series Rennen: Greg Biffle, 88,704 mph, 5. August 1999